# Eritrosiderita
L'eritrosiderita és un mineral de la classe dels halurs. Rep el seu nom del grec έρυθρός, vermell, i σίδηρος, ferro, en al·lusió al color del mineral i al seu contingut en ferro.

## Característiques
L'eritrosiderita és un halur de fórmula química K₂Fe³⁺Cl₅(H₂O). Cristal·litza en el sistema ortoròmbic. És un mineral isostructural amb la kremersita.
Segons la classificació de Nickel-Strunz, l'eritrosiderita pertany a «03.CJ - Halurs complexos, amb MX₆ complexes; M = Fe, Mn, Cu» juntament amb els següents minerals: clormanganokalita, rinneïta, kremersita, mitscherlichita, douglasita, redikortsevita, zirklerita.

## Formació i jaciments
Va ser descoberta al mont Vesuvi, a la província de Nàpols, a Campània, Itàlia. També ha estat descrita al mont Etna, a Sicília (Itàlia); al districte de Carlsbad, a Nou Mèxic (Estats Units); a Sar Pohl, a la província d'Hormozgan (Iran); i a diverses localitats alemanyes dels estats de Saxònia-Anhalt i Hessen.